# Giacomo Piccolomini
Giacomo Piccolomini (Siena 31 de julho de 1795 - Siena † 17 de agosto de 1861 em Siena ) foi um cardeal italiano da Igreja Romana .

## vida
Giacomo Piccolomini veio da nobre família de Piccolomini, da qual vieram os Papas Pio II e Pio III e os Cardeais Giovanni Piccolomini, Celio Piccolomini e Enea Silvio Piccolomini. Ele foi o segundo de seis filhos de Giulio Cesare Amadori Piccolomini e sua esposa Giovanna Jackson. Seu sobrenome também é processado como Piccolomini Amadori e como Amadori Piccolomini .
De 1816 a 1818 estudou na Pontifícia Academia da Nobreza Eclesiástica. Depois de vários cargos na administração dos Estados Papais, foi nomeado Prelado da Casa de Sua Santidade em 1838. A data de sua ordenação ao sacerdócio não é conhecida.
Papa Gregório XVI criado Piccolomini no consistório de 22 de julho de 1844 in pectore cardeal, a nomeação foi publicada em 24 de novembro do ano seguinte. Ele foi designado para a igreja titular de Santa Balbina . Piccolomini participou do conclave de 1846 do Papa Pio IX escolheu. Em 4 de outubro de 1847, mudou-se para a igreja titular de San Marco .
Giacomo Piccolomini morreu de paralisia e foi enterrado na Catedral de Siena .

## Link externo
- Sylwetka w słowniku biograficznym kardynałów Salvadora Mirandy {{{2}}}
- Sylwetka na stronie Davida M. Cheneya {{{2}}}
- GCatholic.org {{{2}}}